# NGC 1714
NGC 1714 ist ein Emissionsnebel im Sternbild Dorado am Südsternhimmel. Das Objekt wurde am 2. November 1834 vom britischen Astronomen John Herschel entdeckt.